# Malawi i olympiska sommarspelen 2000
Malawi deltog i de olympiska sommarspelen 2000 med en trupp bestående av två deltagare, en man och en kvinna, men ingen av landets deltagare erövrade någon medalj.

## Friidrott
Herrarnas 1 500 meter
- Francis Fanelo Munthali
  1. Omgång 1 - 03:46.34 (gick inte vidare)

Damernas 5 000 meter
- Catherine Chikwakwa
  1. Omgång 1 - 16:39.82 (gick inte vidare)